# Plan de Ayala, Tetla de la Solidaridad
Plan de Ayala är en ort i Mexiko.   Den ligger i kommunen Tetla de la Solidaridad och delstaten Tlaxcala, i den sydöstra delen av landet, 110 km öster om huvudstaden Mexico City. Plan de Ayala ligger 2 542 meter över havet och antalet invånare är 460.
Terrängen runt Plan de Ayala är platt åt sydväst, men åt nordost är den kuperad. Runt Plan de Ayala är det mycket tätbefolkat, med 1 411 invånare per kvadratkilometer. Närmaste större samhälle är Apizaco, 10,2 km söder om Plan de Ayala. I omgivningarna runt Plan de Ayala växer huvudsakligen savannskog.